# Bobby Hurley
Pour les articles homonymes, voir Hurley.
Robert Matthew « Bobby » Hurley, né le 28 juin 1971 à Jersey City dans le New Jersey, est un joueur et entraîneur américain de basket-ball. Il évoluait au poste de meneur.

## Biographie
Après avoir remporté les titres universitaires NCAA 1991 et 1992 avec les Blue Devils de Duke, Bobby Hurley est drafté par les Kings de Sacramento au 7e rang lors de la Draft 1993 de la NBA. Il est gravement blessé lors d'un accident de voiture en décembre 1993 lors de sa saison rookie au retour d'un match. Il revient en NBA lors de la saison 1994-1995. Il dispute encore quatre saisons avant de mettre un terme à sa carrière en 1998, à l'âge de 26 ans. Il devient alors propriétaire de chevaux de course. Hurley est engagé par les 76ers de Philadelphie en 2003 en tant que recruteur. Le 13 avril 2010, il est engagé par l'équipe des Wagner Seahawks en tant qu'entraîneur assistant.

## Palmarès
Universitaire
- Champion NCAA en 1991 et 1992 avec les Blue Devils de Duke.
- Most Outstanding Player du Final Four en 1992.